# شهرستان تورستن (واشینگتن)
شهرستان ترستن، واشینگتن (به انگلیسی: Thurston County, Washington) یک شهرستان در ایالات متحده آمریکا است که در ایالت واشینگتن واقع شده‌است.

## خصوصیات
شهرستان ترستن ۲٬۰۰۴٫۶۶ کیلومترمربع مساحت دارد.